# Вольтер'янство
Вольтер'янство — суспільно політична течія в Російській імперії, спрямована на ідеї Просвітництва, що спиралася на ідеї і творчість французького просвітителя і філософа, письменника Вольтера (Франсуа Марі Аруе, 1694—1778). У вольтер'янстві характерна критика вітчизняної «старовини» і заклик до негайних реформ. Початок вольтер'янства припадає на кінець 1750-60-х років. Оскільки в Російській імперії не було католицизму і західно-європейського феодалізму, ідеї на серйозну просвітницьку діяльність не сприймали всерйоз. Були запозичені лише зовнішні риси вольтер'янського світогляду. З вольтер'янством пов'язано також поширення радикальних ідей, деяких представників цієї течії відрізняли поверхневий гедонізм і атеїзм, глузування над духовенством. Вольтер'янство набуло репутацію аморального вчення, а після Великої французької революції стало синонім шкідливого вільнодумства, що збереглося в XIX столітті. Соціально-політичний ідеал вольтер'янства — «царство розуму», тобто справедливий суспільний устрій, що надає рівні можливості для всіх людей і яке гарантуватиме їх невід'ємні права — свободу, рівність перед законом, право власності на продукти своєї праці.